# Barcău
La Barcău ou Berettyó (en roumain Râul Barcău, en hongrois Berettyó) est une rivière qui coule en Roumanie et en Hongrie. Elle est située dans le nord-ouest de la Roumanie, en Transylvanie, dans le județ de Sălaj et celui de Bihor avant de couler en Hongrie à travers le comitat de Hajdú-Bihar et de terminer sa course dans le comitat de Békés.

## Géographie
La Barcău prend sa source dans les monts Plopiș dans les Carpates occidentales roumaines, près du village de Boghiș, à environ 379 m d'altitude avant de couler dans le sens nord-ouest, puis sud-ouest et de se jeter dans le Crișul Repede en Hongrie, dans la commune de Szeghalom (comitat de Békés) à 84 m d'altitude. La Barcău est canalisée sur une grande partie de son cours inférieur à partir de Sălard en Roumanie, puis dans la grande plaine hongroise.
Elle traverse successivement les localités de Boghiș, Nușfalău et Ip dans le județ de Sălaj, puis les communes de Suplacu de Barcău, Balc, Abram, la ville de Marghita, Abrămuț, Chișlaz, Sălard et Tămășeu dans le județ de Bihor avant de pénétrer dans le comitat de Hajdú-Bihar, en Hongrie, de traverser les communes de Pocsaj et Gáborján, la ville de Berettyóújfalu, puis d'arroser Szeghalom dans le comitat de Békés.

## Hydrographie
La Barcău est un affluent de la rive droite du Crișul Repede, lui-même affluent du Körös (Criș en roumain) qui est un sous-affluent du Danube par la Tisza.
Son principal affluent est le Ier sur sa rive gauche.